# ماریسکا فیرس
ماریسکا فیرس (به هلندی: Mariska Veres) (تولد ۱ اکتبر ۱۹۴۷ - مرگ ۲ دسامبر ۲۰۰۶)، خواننده هلندی بود که بیشتر برای خوانندگی در گروه راک شاکینگ بلو شناخته شده است.
وی در سال ۲۰۰۶ و در سن ۵۹ سالگی بر اثر سرطان درگذشت.